# 斯特凡·恩斯科格
斯特凡·恩斯科格（瑞典語：Stefan Örnskog，1969年4月4日—），瑞典男子冰球运动员，1987年开始职业生涯。他曾代表瑞典参加1994年冬季奥林匹克运动会冰球比赛，获得一枚金牌。